# ماثيو بيفيريدغ
ماثيو بيفيريدغ هو لاعب هوكي جليد كندي، ولد في 18 مارس 1975 في تورونتو في كندا.

## وصلات خارجية
- ماثيو بيفيريدغ على موقع HockeyDB.com (الإنجليزية)